# Остров на фазаните
Островът на Фазаните (фр. Île des Faisans; исп. Isla de los Faisanes, баск. Konpantzia) е остров, намиращ се по средата на река Бидасоа, недалеч от нейното вливане в Бискайския залив, съвместно владение на Испания и Франция. Островът има площ от 6820 m² и е изкуствено защитен от реката.
Администрацията на испанския град Ирун (вляво) и администрацията на френския град Андай (вдясно) се сменят помежду си веднъж годишно. По средата на острова е поставен паметен знак за подписания през 1659 година Пиренейски договор. Той е сключен след серия от 24 конференции между кардинал Мазарини от френска и Луис де Харо от испанска страна, след края на Тридесетгодишната война.
В чест на това събитие французите понякога наричат острова Остров на конференцията (Île de la Conférence).
На острова са осъществени няколко кралски срещи;
- 1615 – Луи XIII среща там своята испанска годеница Ана Австрийска, докато по същото време нейният брат Филип IV се среща със своята Елизабет Бурбонска, сестрата на Луи.
- 1659 – Луи XIV среща своята бъдеща съпруга Мария-Тереза Испанска (1638-1683);
- 1679 – Карлос II среща своята първа годеница красавицата Мария-Луиза Орлеанска (1662–1689);
- 1721 – Луи XV се среща със своята вероятна годеница Мариана-Виктория Бурбон-Испанска (1718-1781), но не се женят; Луи се жени за Мария Лешчинска, а Мариана се омъжва за бъдещия португалския крал Жузе I.